# 埃丹尼奧
埃丹尼奧（Adanel）是托爾金（J. R. R. Tolkien）的奇幻小說世界中土大陸的虛構人物。
她僅於《魔苟斯的戒指》和《珠寶之戰》中被提及過。

## 總覽
埃丹尼奧是哈多族（House of Hador）的伊甸人。她是馬列赫（Malach）和米爾迪絲（Meldis）的女兒。埃丹尼奧同時是馬國爾（Magor）的姐姐，她似乎還有其他弟妹。
埃丹尼奧是比列墨（Belemir）的妻子及五名孩子的母親。她的丈夫比列墨也是一位人類智者。她最年幼的孩子名為貝倫（Beren），是獨臂貝倫的外祖父、艾米迪爾（Emeldir）之父。
在《芬羅德與安列絲的辯論》（Athrabeth Finrod ah Andreth）裡，埃丹尼奧有另一版本的家庭。她是哈多·洛林朵（Hador Lórindol）的姊妹。這使她的輩份降低，並成為了哈索的女兒，哈索是馬列赫之孫。　

## 生平
埃丹尼奧的生平並沒有詳細資料，連生卒年份也不詳，只知道她的家庭狀況，以及她是伊甸人當中的智者，保有許多人類祖先流傳下來的故事。比歐族的人類智者安列絲（Andreth）與比列墨關係很好，長期住過在他的家，並向二人請教。
埃丹尼奧曾經給安列絲講述一個人類的古老傳說，稱為《埃丹尼奧的傳說》（Tale of Adanel），收錄於《中土世界的歷史》第十部《魔苟斯的戒指》。傳說表示人類最初是如同精靈般長生不死，但當人類摒棄伊露維塔（Ilúvatar），轉而崇拜米爾寇（Melkor）時，作為懲罰伊露維塔把人類不死的禮物剝奪了。後來在安列絲與芬羅德（Finrod）辯論後把這故事講述給他知道。

## 資料來源
1. 1 2  《中土世界的歷史》 第十一部《珠寶之戰》"Of the Coming of Men into the West"：「Adanel is here said to be the daughter of Malach Aradan, son of Marach, whereas in the Athrabeth she is the sister of Hador Lorindol」